# تامی بستو
توماس درک بستو (انگلیسی: Thomas Derek Bastow؛ زادهٔ ۲۶ اوت ۱۹۹۱) بازیگر و موسیقی‌دان اهل بریتانیا است. از فیلم‌ها یا مجموعه‌های تلویزیونی که وی در آن نقش داشته است می‌توان به رابین هود، ایست‌اندرز، گذرگاه و شوگون اشاره کرد.